# 繁成寺
繁成寺（はんじょうじ）は、東京都港区にある浄土宗の寺院。

## 歴史
1884年（明治17年）、実業家安川繁成の開基である。本尊の阿弥陀如来は、安川家の先祖で僧侶の智明が、法然より譲り受けた像という。そのため智明を勧請開山としている。
実業家が創建したことから、華族など上流階級の参詣者が多かった。北白川宮能久親王や柳原愛子もお忍びで参詣したという、当寺は「カンカン寺」とも呼ばれているが、これは貴婦人が当寺に参集して、鉦を「カンカン」鳴らしながら念仏を唱えていたことに由来する。

## 墓所
以下の人物が葬られている。
- 今紫（遊女・女優） - 1913年（大正2年）没

## 交通アクセス
- 六本木駅より徒歩11分。